# Sebring (Flórida)
Sebring é uma cidade localizada no estado americano da Flórida, no condado de Highlands, do qual é sede. Foi incorporada em 1929.

## Geografia
De acordo com o United States Census Bureau, a cidade tem uma área de 41,5 km², onde 25,8 km² estão cobertos por terra e 15,7 km² por água.

### Localidades na vizinhança
O diagrama seguinte representa as localidades num raio de 40 km ao redor de Sebring.

## Demografia
Segundo o censo nacional de 2010, a sua população é de 10 491 habitantes e sua densidade populacional é de 405,9 hab/km². É a localidade mais populosa do condado de Highlands. Possui 5 623 residências, que resulta em uma densidade de 217,5 residências/km².